# Feuerwehr Regensburg
Die Feuerwehr Regensburg mit Sitz in der Greflingerstraße 20 in Regensburg ist verantwortlich für den Brandschutz, die Technische Hilfeleistung und die Brandbekämpfung in der Stadt Regensburg. Sie gehört zum Amt für Brand- und Katastrophenschutz der Stadt Regensburg und besteht aus einer Berufsfeuerwehr (BF), 5 Freiwilligen Feuerwehren (FF) sowie einer Werkfeuerwehr im BMW-Werk Regensburg. Den FF sind die Jugendfeuerwehren sowie Kinderfeuerwehren angegliedert.

## Geschichte
Am 12. Januar 1858 wurde in Regensburg eine Freiwillige Feuerwehr, das Freiwillige Feuerwehrkorps gegründet. Diese FF war damit ebenfalls die erste FF in der Oberpfalz. Im Mai 1860 wurde die erste Feuerwache der Stadt Regensburg errichtet und sechs Jahre später erhielt man eine erste Dampfspritze. 1910 wurde die Stadt in vier Löschbezirke mit jeweils einem eigenen Feuerwehrhaus eingeteilt und ein Feuertelegraphensystem in Betrieb genommen. 1925 wurde eine mit 16 Einsatzkräften ständig besetzte Wache am Haidplatz eingerichtet, die 1927 in die Berufsfeuerwehr Regensburg umgegliedert wurde. Die Berufsfeuerwehr war bis 1945 als Feuerschutzpolizei auch im Luftschutzhilfsdienst tätig. Im Jahr 1965 wurde die Hauptfeuerwache in der Greflingerstraße bezogen. Die Hauptfeuerwache wurde 1981 sowie 2001 erweitert und modernisiert und seit Oktober 2016 in Großteilen abgerissen und neu errichtet.

## Berufsfeuerwehr
Die Berufsfeuerwehr besteht aus Beamten im feuerwehrtechnischen Dienst und wurde am 1. Juni 1927 gegründet. Die Alarmierung erfolgt durch Funkmeldeempfänger über die Integrierte Leitstelle(ILS) Regensburg. Diese disponiert die Einsätze der Feuerwehren und des Rettungsdiensts in den Landkreisen Cham und Neumarkt sowie im Landkreis und der Stadt Regensburg. Neben Kräften für technische Hilfe und Brandbekämpfung hält die BF Regensburg seit 1997 eine Höhenrettungsgruppe vor, die im gesamten ostbayerischen Raum eingesetzt wird. Dazu nutzt sie falls notwendig die Kapazitäten der Polizeihubschrauberstaffel Bayern.

## Freiwillige Feuerwehr

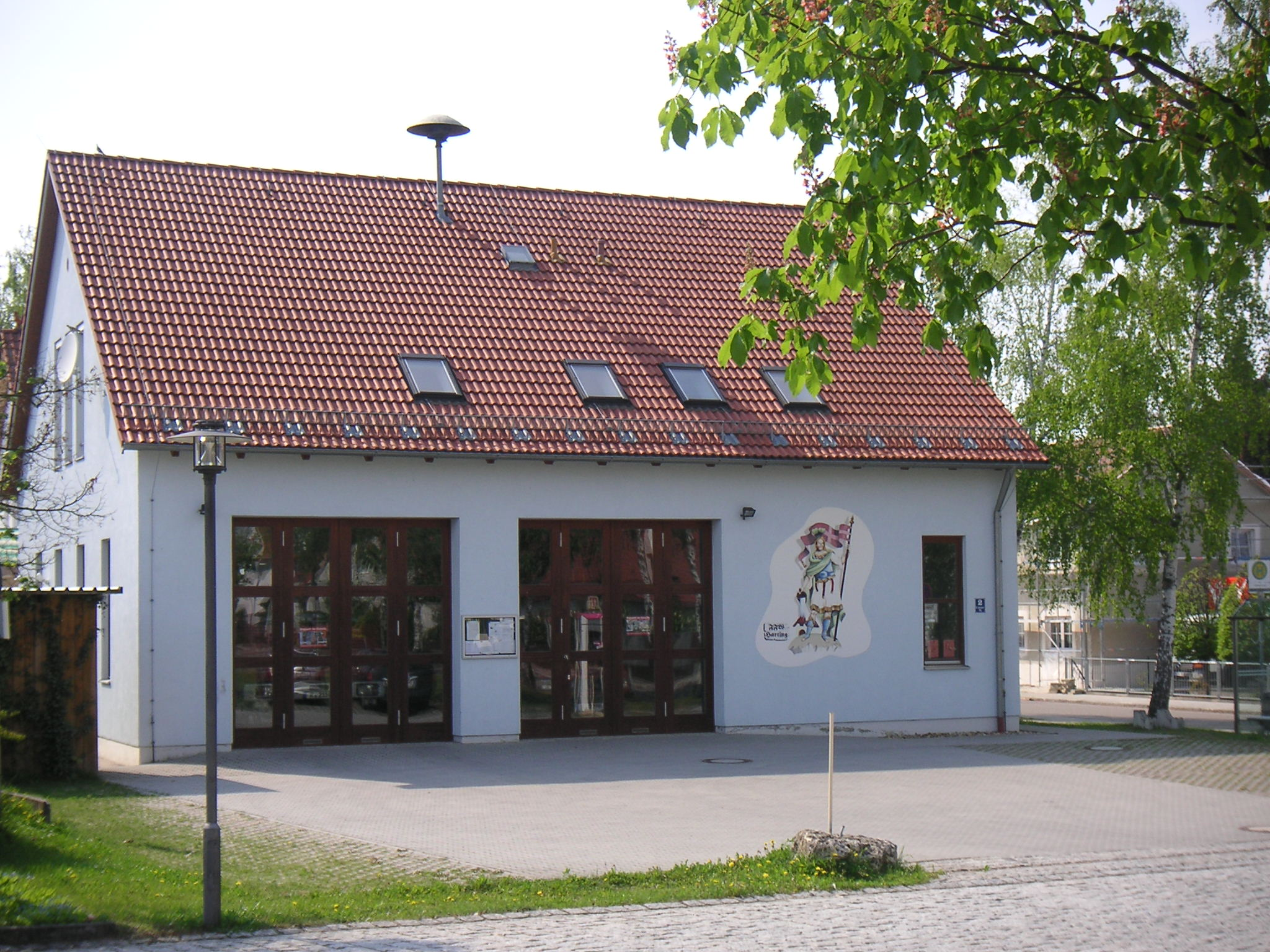
Feuerwehrhaus der FF Harting

Die Freiwilligen Feuerwehren in Regensburg bestehen aus der FF Regensburg mit 7 Löschzügen an 7 Standorten sowie vier weiteren selbstständigen Freiwilligen Feuerwehren.
| Wehr | gegründet        | Fuhrpark                                                                                  | Mitglieder |
| --- | ---------------- | ----------------------------------------------------------------------------------------- | ---------- |
| FF Regensburg bestehend aus: - LZ Altstadt - LZ Keilberg - LZ Sallern - LZ Schwabelweis - LZ Weichs - LZ Winzer - LZ Wutzlhofen | 12. Januar 1858  | 3 LF 10, 2 LF 8/6, LF 10/6, LF 20 KatS, TLF 3000, WLF AB-Schlauch, 6 MTF, MZF, ELW UG-ÖEL |            |
| FF Burgweinting | 1873             | LF 20, LF 16/12, GW Dekon-P, MTF, Mehrzweckanhänger, Pulverlöschanhänger                  | 40         |
| FF Harting | 12. März 1880    | LF 10/16, MTF                                                                             | 41         |
| FF Oberisling | 1874             | LF 10, MTF                                                                                | 39         |
| FF Graß | 1. November 1873 | HLF 10, MTF, Mehrzweckanhänger (TS und Stromerzeuger)                                     |            |

## Werkfeuerwehr
Die Werkfeuerwehr im BMW-Werk ist verantwortlich für den vorbeugenden Brandschutz und für die Brandbekämpfung auf dem 140 Hektar großen Werksgelände und besteht aus 55 hauptberuflichen sowie 28 nebenberuflichen Mitarbeitern. Die hauptberuflichen Mitarbeiter verfügen über die gleiche Qualifikation wie die Beamten der Berufsfeuerwehr. Die werkseigene Einsatzzentrale ist im Zweischichtsystem rund um die Uhr besetzt, die Hilfsfrist im Werk beträgt fünf Minuten. Der Fuhrpark umfasst neben drei Löschgruppenfahrzeugen und einem Helfer vor Ort noch mehrere Pkw sowie einige Sonderlöschfahrzeuge. Die BMW-Werkfeuerwehr Regensburg unterstützt auf Anforderung auch die Regensburger Feuerwehren in ihrem Einsatzgebiet, so zum Beispiel mit einem Großlüfter bei (Brand-)Einsätzen im Pfaffensteiner Tunnel und im Prüfeninger Tunnel.